# Albert Lautman
Albert Lautman [albɛʁ lotman], né à Paris le 8 février 1908 et fusillé au camp de Souge le 1er août 1944, est un philosophe des mathématiques et résistant français.
Normalien agrégé proche de Jacques Herbrand puis des fondateurs du groupe Bourbaki, qui l'engagent sur la voie du structuralisme mathématique, il reste, contrairement à son répétiteur et ami Jean Cavaillès, attaché à un fondement réaliste des mathématiques et défend, sans avoir eu le temps d'achever son argumentation, une forme actualisée du « platonisme mathématique » de Jacques Hadamard.
Son œuvre, inachevée, tient en moins de quatre cents pages. Sa recherche d'une unité de la science, mathématique et physique, dans des couples « dialectiques » ou dyades, le global et le local, l'intrinsèque et l'extrinsèque, l’essence et l’existence, le continu et le discret, la symétrie et la dissymétrie, le même et l'autre, tente de définir comme des « schémas de structure » mais aussi des « schémas de genèse » les conditions pour résoudre les défis techniques auxquels sont confrontés ses contemporains mathématiciens, tels qu'Élie Cartan, André Weil ou Charles Ehresmann. Sans prétentions heuristiques précises, elle se donne comme le cadre métaphysique d'une réponse aux apories que soulève son étude détaillée de l'état de la science d'alors, par exemple la notion de fibre, la fonction zéta mais aussi la théorie des quanta. Au delà d'un parti pris ontologique, elle demeure jusqu'à aujourd'hui, à travers la théorie des motifs, la théorie des catégories, ou l'algèbre non commutative, une vision synthétique féconde.
Coacteur d'une spectaculaire évasion de son oflag, Albert Lautman participe durant l'Occupation au réseau Pat O'Leary depuis Toulouse et s'engage le 1er janvier 1943 dans les FFC. Chargé en janvier 1944 d'organiser à Grenade sur Garonne un maquis de l'Armée secrète, il est trahi et, le 15 mai, arrêté par la Gestapo, embarqué le 3 juillet dans le « train fantôme » à destination de Dachau. Le train y parviendra, mais sans les 47 personnes fusillées près de Bordeaux, dont Lautman, ni les personnes évadées lors d'arrêts du train en pleine voie.

« La réalité inhérente aux théories mathématiques leur vient de ce qu'elles participent à une réalité idéale qui est dominatrice par rapport à la mathématique, mais qui n'est connaissable qu'à travers elle. »

## Biographie

### Enfance provençale (1908-1923)
Albert Lautman naît français dans le 9e arrondissement de Paris, mais quittera cette ville dès la fin de sa petite enfance. Il est le fils de Sami Lautman, un Juif de Roumanie autrichienne né à Braïla, et porte le prénom de son grand-père, qui était commerçant. Étudiant en médecine interdit d'internat par un numérus clausus décrété par Karl Lueger, le maire antisémite de Vienne, Sami Lautman a rejoint en France, en 1893, son frère aîné Adolphe, repassé tous ses examens, baccalauréat inclus, et épousé en 1905 une Parisienne issue d'une vieille famille juive de Lorraine alliée à des Juifs du Pape, Claire Lajeunesse.
Le couple a trois enfants : l'aînée Esther, Albert, puis Jules ; les deux garçons font leur bar-mitzvah. Claire est juive pratiquante. Quoique plus détaché de la religion, Sami a expressément demandé et obtenu des obsèques selon le rite : son petit-fils Jacques, fils aîné d'Albert, lira le kaddish hébreu transcrit en caractères latins. Jules, entré rédacteur à la Direction des accords commerciaux du Ministère du Commerce, y fera la promotion du planisme comme une réponse médiane entre le dirigisme des États totalitaires et la crise des économies libérales et, docteur en droit et économie politique, deviendra vite diplomate du corps de l'expansion économique à l'étranger, en poste à Moscou puis à Copenhague.
Quand éclate la Première Guerre mondiale, Albert Lautman a six ans. En septembre 1914, son père, devenu un otorhinolaryngologiste reconnu, s'engage, malgré ses quarante-quatre ans, dans la Légion étrangère comme soldat brancardier ; il ne deviendra médecin auxiliaire qu'à titre exceptionnel. Son oncle Hermann, frère aîné de Samy, est lui aussi engagé volontaire, rejetant pareillement sa patrie nominale, l'Autriche-Hongrie. Son cousin germain André, fils d'Adolphe âgé de vingt trois ans, est mobilisé au 92e régiment d'infanterie comme médecin auxiliaire du Service de santé des armées.
Sami Lautman, envoyé le 10 juin 1915 sur le front d'Alsace comme médecin auxiliaire du génie de la 157e division d'infanterie, est atteint d'un éclat d'obus le 12 février 1916 alors qu'il brancarde dans le village de Guebwiller des blessés de sa compagnie. L’œil droit énucléé, il est trépané et reçoit la médaille militaire. Invalide à quatre-vingt-dix pour cent qui sera naturalisé français le 2 mars 1920 et le 13 décembre 1932 fait chevalier de la Légion d'honneur par le ministre de la Défense François Piétri, il s'installe durant l'été 1916 avec sa famille à Nice, le temps d'une longue convalescence, jusqu'en 1923.
C'est là qu'Albert Lautman, fils d'un grand mutilé de guerre, pupille de la nation, fait sa scolarité, l'école primaire puis les études secondaires. En 1923, il remporte au concours général le deuxième prix de thème latin ainsi que le septième accessit de version grecque au classement Province et est classé neuvième en histoire au classement national, devant Edgar Faure. Il passe son baccalauréat l'année suivante : la première partie dans un lycée de Nice, la seconde au lycée Condorcet à Paris.

### Étudiant parisien (1924-1930)

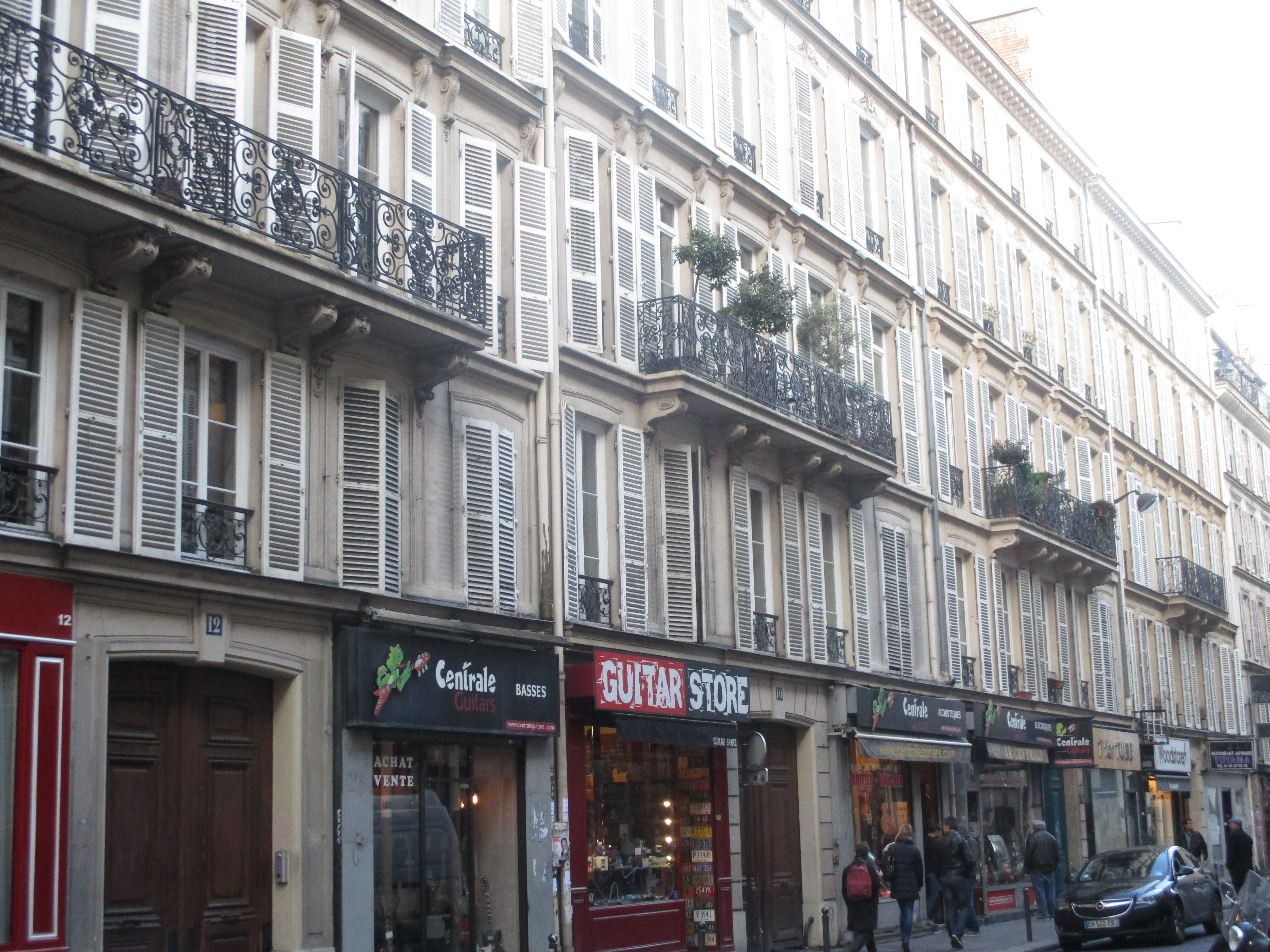
Le 14 rue de Douai en 2017, domicile et cabinet du docteur Sami Lautman entre les deux guerres.

Élève brillant ayant un an et demi d'avance, Albert Lautman entre en mathélem en 1923 au lycée Condorcet à Paris ; il y a pour camarade Jacques Herbrand, anomalie scolaire qui passe déjà aux yeux des professeurs pour une sorte de génie. Il est ensuite, en même temps qu'entre autres Claude Lévi-Strauss et Yves Renouard, admis en octobre 1924 en hypokhâgne au lycée Condorcet, qui est la fabrique parisienne de l'intelligentsia dreyfusarde. En 1925, Herbrand intègre l'École normale supérieure premier du concours Mathématiques. 1926 est une année faste pour le lycée Condorcet, dont cinq élèves sont reçus au concours Lettres de la rue d'Ulm : Jean Boorsch, Daniel Gallois, Jean-Paul Hütter, Albert Lautman et Jean Maugüe.
Le jeudi soir, au café, il participe aux conférences que le Groupe socialiste interkhâgnal organise sur des sujets tels que Jaurès, le féminisme, le pétrole, l'affaire Dreyfus, le bolchevisme, l'école... Renommé dès janvier 1925 Groupe d'études socialistes des Écoles normales supérieures, c'est un groupe de discussion voulant faire contre-poids au Groupe d'études sociales et religieuses de Marc Sangnier qui se réunit, le jeudi, à la permanence de Jeune République, 34 boulevard Raspail. Le 3 décembre 1925, c'est lui qui fait l'exposé, sur la participation de la SFIO au cartel des gauches après sa rupture avec le communisme.
Derrière son proche camarade Daniel Gallois, maurrassien qui deviendra dans la Résistance le second du colonel Touny, mais devant Jean Maugüe, Albert Lautman est reçu dix-septième au concours d'entrée à l'École normale supérieure en 1926, un an après Jacques Herbrand. Celui-ci, cacique en sciences, lui donne alors des cours particuliers de mathématiques et choisit de rejoindre dans une thurne à six les cinq nouveaux littéraires issus de Condorcet, Jean Boorsch, qui deviendra professeur de français à Yale, Daniel Gallois, Jean-Paul Hutter, cacique et futur capitaine de la Wehrmacht, tué en Lituanie en mars 1944, Albert Lautman et Jean Maugüe. Élève du rationaliste idéaliste Léon Brunschvicg, Albert Lautman s'oriente vers la philosophie des mathématiques, décevant sa famille, qui l'attendait à la direction de l'entreprise de son oncle. Il est ainsi amené à faire connaissance avec le mathématicien de sa promotion Claude Chevalley.
Dès son admission à Normale, il adhère à la Ligue d'action universitaire républicaine et socialiste, LAURS, qui s'oppose à la Fédération nationale des étudiants d'Action française. En mai 1927, il joint son nom à ceux des cinquante-trois autres élèves de l'ENS, dont les futurs résistants Jean Cavaillès, Georges Canguilhem, Raymond Aron, Jean-Paul Sartre, Henri Marrou, Fernand Metz, Pierre Bertaux, au bas de la pétition qu'à la suite des protestations du pacifiste Michel Alexandre, Alain a rédigée contre le rétablissement de la censure en cas de mobilisation prévu par un article de la nouvelle loi de réarmement portée par le député SFIO Joseph Paul-Boncour.
En février 1928, il accompagne en tant qu'auditeur Célestin Bouglé, nouveau directeur adjoint de l'E.N.S., au second Cours universitaires de Davos qu'organise la Société franco-allemande (de). Il soutient son diplôme d'études supérieures puis, en 1928, part un semestre à Berlin, où il lie amitié avec Pierre Bertaux. L'Institut français, limité à une fonction de représentation, s'y révèle peu apte à l'orienter. [réf. nécessaire] À son retour, il prépare, « plein d'ardeur pour la philosophie des mathématiques », le concours de l'agrégation de philosophie avec l'aide de Jean Cavaillès, son aîné de cinq ans, alors agrégé-répétiteur à l'ENS. En février 1930, le quart des postes d'agrégés proposés en philosophie est remporté par des candidats de Jean Cavaillès, Maurice Merleau-Ponty, Étienne Borne et Albert Lautman.

### Professeur et doctorant (1931-1939)
Au sortir de son service militaire, en septembre 1931, soit quelques semaines après la mort accidentelle de Jacques Herbrand, Albert Lautman épouse Suzanne Perreau-Detrie, élève de Georges Davy rencontrée à Davos, elle aussi agrégée de philosophie. Les parents d'Albert Lautman n'assistent pas au mariage civil de leur fils à la Mairie du Ve arrondissement de Paris avec une « goy ». Le couple part pour deux ans au Japon, où Albert Lautman enseigne la littérature et la philosophie française à l'Institut des langues occidentales d'Ōsaka.
À son retour, il est nommé par Dominique Parodi, pour la rentrée 1933, à Vesoul, au lycée Gérôme. Quand il a l'occasion de revenir à Paris, il assiste au séminaire que Gaston Julia donne à l'Institut Henri Poincaré. Durant l'été 1934, il redevient parisien et emménage au 8 rue Gustave-Le-Bon, un HBM proche de la porte de Châtillon. Il a obtenu une bourse de la Caisse nationale des sciences qui lui permet, sous la supervision de Célestin Bouglé, de consacrer l'année 1934-1935 à la recherche, ainsi qu'à son fils nouveau-né.
Du 15 au 23 septembre 1935, il participe aux côtés de Rudolf Carnap et Otto Neurath au premier Congrès international de philosophie scientifique organisé par Louis Rougier, ennemi déclaré de Léon Brunschvicg, pour le Mouvement pour l'unité de la science avec le soutien de la Société Ernst Mach. C'est l'occasion de s'interroger sur le parti pris métalogique du néopositivisme : « Les schèmes logiques [...] ne sont pas antérieurs à leur actualisation dans une théorie mathématique. »
Affecté en octobre 1935 au lycée de garçons de Chartres, il a installé sa famille au 3 rue du Faubourg-Guillaume dans une maison mitoyenne de deux étages qui a un petit jardin. C'est suffisamment près de Paris, pour, quatre années durant, rejoindre un lundi sur deux à l'IHP les cinquante à soixante abonnés qui suivent le séminaire de Gaston Julia mais aussi celui de Maurice Fréchet. Lié à Claude Chevalley depuis les années de l'E.N.S., il se rapproche alors de Charles Ehresmann et du groupe Bourbaki, qui a commencé de se réunir depuis un an et demi en réaction à « la théorie des fonctions « de papa » [...] moribonde ». En 1938, Lautman écrit à Chevalley que le séminaire Julia, où les bourbakistes ont été interdits de présence, n'a plus d'intérêt.
Il contribue à la Revue de métaphysique et de morale. Son nom, à côté de ceux de Raymond Aron et de Jean Cavaillès, est proposé pour le seconder par le directeur de la revue, Dominique Parodi, à Élie Halévy, projet que la mort soudaine et prématurée de celui-ci interrompra. Les discussions avec Jean Cavaillès sur les fondements des mathématiques et la crise des paradoxes sont nombreuses. Il retrouve celui-ci les dimanches à la « messe brunschvicoise » qu'organise la sous-secrétaire à l'Éducation nationale Cécile Brunschvicg pour ses amis du Parti radical, tendance socialiste. Jean Cavaillès, présidant une des sections du neuvième Congrès international de philosophie organisé du 31 juillet au 6 août 1937 à la Sorbonne par Léon Brunschvicg sous le nom de Congrès Descartes, n'hésite pas à inviter ce doctorant de vingt-neuf ans à prendre la parole aux côtés d'Élie Cartan, Alfred Tarski et Raymond Bayer.
Albert Lautman, sous la direction de Léon Brunschvicg et devant un jury présidé par Élie Cartan, soutient le 18 décembre 1937 en Sorbonne sa thèse de doctorat principale sur le structuralisme et sa courte thèse complémentaire sur l'algébrisation des mathématiques modernes. Gaston Bachelard le remarque et le compte parmi la dizaine de philosophes des sciences aptes à refonder l'épistémologie dans ce qui deviendra après guerre, au sein de l'IHPST, l'école française d'épistémologie historique. En juin 1938, le nouveau docteur est inscrit sur la liste d'aptitude aux fonctions de maître de conférences dans l'enseignement supérieur. Il l'est en même temps que Jean Grenier, Jean Cavaillès, Raymond Aron, Alexandre Koyré. Candidat à Aix à la succession de Maurice Blondel, qui le soutenait, Albert Lautman n'est pas retenu.
Sollicité par Jean Cavaillès, il participe avec Raymond Aron à la fondation chez Hermann, éditeur de ses thèses, d'une collection consacrée à la philosophie. De ses deux contributions à ces Essais philosophiques, la dernière paraîtra à titre posthume.
Les divergences philosophiques avec Jean Cavaillès demeurent cependant. C'est que celui-ci lit un restant de métaphysique dans le réalisme des Idées révisé par celui-là à l'aune de la théorie du champ, voire des contresens qu'il veut attribuer à un style trop peu explicite. Pour Albert Lautman, en revanche, les mathématiques ne peuvent pas ne pas être fondées sur une métaphysique, et s'il partage avec Jean Cavaillès le constat de Léon Brunschvicg que les mathématiques évoluent par dialectique, c'est pour sa part dans la perspective plotinienne professée par Émile Bréhier. Son effort reste alors, non de dissoudre la philosophie dans l'étude de la genèse des concepts, mais d' « appuyer la métaphysique [...] sur la mathématique ». C'est que pour lui, par exemple, c'est hiérarchiquement à partir de la conception de la structure invariante d’une surface de Riemann que peut être développé un type spécifique de fonctions algébriques définies sur cette surface.
Comme beaucoup de socialistes, il s'est sevré du pacifisme prôné contre le nationalisme par la génération de Romain Rolland. L'observation impuissante de la montée progressive du nazisme lui a donné la certitude que la guerre est inévitable. La crise des Sudètes, à l'automne 1938, le détermine à passer de l'indignation à l'action. Il s'inscrit au cycle de formation approfondie des officiers de réserve, ORSEM, qui se termine, à la veille de la Seconde Guerre Mondiale, par un mois d'entraînement au camp de Suippes.

### Guerre et évasion (1939-1941)
Lorsque la Seconde Guerre mondiale se déclare, le lieutenant Albert Lautman est mobilisé au grade provisoire de capitaine pour pouvoir recevoir le commandement de la 1021e batterie du 404e régiment d'artillerie anti-aérienne. Son unité de DCA abat quatre avions de la Luftwaffe, en touche trois, durant la « drôle de guerre » et principalement lors de la débâcle fin mai 1940. Il est cité à l'ordre de la division sur le champ de bataille.
Il est fait prisonnier avec ses hommes sur la frontière belge alors que son unité couvre la retraite de Dunkerque et est envoyé en Lusace dans l'Oflag IV-D, près d'Hoyerswerda, ville alors incluse dans la Province de Silésie. Le camp compte environ 5 000 officiers, dont de nombreux professeurs d'université et enseignants du secondaire. Pour combler l'ennui, est créée une sorte d'université libre. Par ordre d'âge, c'est le normalien Louis Moulinier, professeur de khâgne au lycée Thiers, qui en est désigné recteur. Bernard Guyon, Pierre Demargne, Jean Defradas, Marcel Prenant, Raymond Brugère, Armand Hoog, Julien Guey, Jean Guitton donnent des conférences mais ce sont celles d'Albert Lautman, pourtant les plus absconses, qui déchaînent la cohue.
Logé après l'échec d'une première tentative dans la baraque des récalcitrants ayant cherché à s'évader, en janvier 1941, il est, en dépit de sa dyspraxie, choisi par le saintcyrien Jacques Louis avec Maurice Bayen, à cause de leurs compétences de germanistes, pour faire partie des vingt-huit officiers qui, le 14 octobre 1941, empruntent un tunnel de quatre-vingt mètres de long creusé jusqu'au-delà des barbelés. Il est un des seize qui, vêtus en civils grâce aux couturiers du théâtre du camp, réussissent cette « grande évasion ». Des cheminots de la gare de Forbach lui font passer la frontière caché dans une draisine manœuvrant entre les deux territoires.
Parvenu à Nancy, il est caché par Jean Delsarte et passe en Zone sud. Le 28 novembre 1941, il est démobilisé à Clermont-Ferrand par les services de l'Armée d'armistice et relevé de ses fonctions de l'Éducation nationale le 29 janvier 1942.

### Refuge en Zone sud (1941-1942)
Après avoir rendu visite à Léon Brunschvicg à Aix-en-Provence, Albert Lautman tente de réintégrer l'Éducation nationale au titre de l'article 8 de la loi du 2 juin 1941. Le spinoziste André Darbon, doyen de la Faculté de Lettres de l'Académie de Bordeaux parti à la retraite en octobre 1941, le recommande pour lui succéder. Sous le coup de l'article 2 du « statut des Juifs » édicté par Vichy, Albert Lautman est révoqué du corps enseignant. La croix de guerre qu'il a reçue durant la bataille de Dunkerque lui aurait permis de faire appel de cette décision si Pétain n'avait pas prévu par l'article 3 de la même pseudo loi d'empêcher de le faire les soldats qui n'auraient pas, au terme du décret du 23 mars 1941, obtenu la confirmation expresse, selon des critères arbitraires, de leur décoration. Or les supérieurs qui ont décoré Albert Lautman et auraient pu faire valoir les droits de celui-ci sont restés prisonniers en Allemagne.
Albert Lautman rejoint son épouse, mutée en zone libre à sa demande pour encore quelques mois : elle enseigne la philosophie à Toulouse. En décembre 1940, un de ses cousins germains, le pneumologue André Lautman, a été nommé médecin chef à l'hôpital militaire de la ville et a obtenu en mai 1941 une dérogation à l'article 4 du « Statut des Juifs » pour exercer en ville. Depuis, ce cousin soigne de nombreux réfugiés, en particulier des enfants adressés par l'OSÉ.
Albert Lautman rédige un essai sur la symétrie des structures mathématiques et sa rupture dans le monde physique. En février 1942, il est invité à prononcer une conférence par la Société de philosophie de Marseille. Aux premiers jours d'août, il accueille le futur collaborateur de Bourbaki Jean-Claude Herz, élève au lycée Condorcet qui porte l'étoile jaune et que Daniel Gallois lui adresse en Zone sud.

### Résistance (1942-1944)
Après l'invasion de la Zone sud, le 11 novembre 1942, la Gestapo, face à l'activisme de la 35e brigade FTP-MOI et du réseau Morhange, multiplie les arrestations. Albert Lautman apprend que, le 16, c'est son ami Jean Cavaillès, interpellé par les douaniers français, qui est incarcéré, dans la prison de Montpellier. Il lui fait transmettre des livres pour adoucir son sort, lui permettant ainsi de rédiger un « testament philosophique ». Dans la ville de Toulouse, Albert Lautman retrouve Jacques Louis, qui est devenu sous le commandement du chef d'escadron Georges Delmas le responsable du recrutement pour la région IV de l'Armée secrète. Le 1er janvier 1943, il est enrôlé dans les Forces françaises combattantes. Les gaullistes restent cependant dans un certain attentisme, que viendra conforter au printemps 1943 l'annonce du report du débarquement.
Albert Lautman s'est tourné vers le réseau Pat O'Leary. C'est en son sein puis, après l'arrestation d'Albert Guérisse en mars 1943, dans le réseau Françoise, qu'il organise les filières d'évasion vers l'Espagne pour les aviateurs américains, anglais et canadiens qui transitent par Toulouse mais aussi pour des familles fuyant les persécutions raciales ou des jeunes candidats FFI fuyant vers Gibraltar et Alger le STO. Une caravane de douze à vingt personnes par mois franchit ainsi les cols des Pyrénées, souvent sous la conduite de réfugiés de la guerre d'Espagne.
Il retrouve son camarade de l'E.N.S. Pierre Bertaux, qui organise dans la région des parachutages du SOE avec Jean Cassou. En août 1943, c'est un de ses neveux, Gérard Krivine, fils de sa sœur Esther et frère aîné d'Alain Krivine, qu'il accueille. À la fin de l'année, son cousin germain André Lautman, âgé de cinquante deux ans, rejoint clandestinement à travers l'Espagne le territoire algérien du Gouvernement provisoire. Le fils de celui-ci, François, a déjà rejoint la France Libre en Afrique du Nord, et sa petite nièce Marie Claire alias Cricri, éclaireuse de la section israélite de la FFE, a rejoint le maquis de Vabre.
Ses qualités d'organisation le font remarquer par Jean-Pierre Vernant. À partir de janvier 1944, dans la perspective du débarquement, les Mouvements unis de la Résistance préparent l'insurrection finale. C'est alors que, sous le pseudonyme balzacien de Langeais, il est affecté à l’état-major départemental de l'Armée secrète pour la Haute-Garonne. Albert Carovis, un des responsables du 3e bureau du secteur I, a constitué depuis fin 1941 un petit groupe de quatre vingts partisans implanté à Grenade, petite ville en aval de Toulouse, et initialement rattaché à Combat, le maquis Roger. Albert Lautman est chargé d'organiser dans le nord-ouest du département l'accueil des jeunes gens qui viennent grossir ce maquis. Ils seront deux cent quatre vingts le 19 août 1944, les premiers FFI à entrer sous le commandement général de Serge Ravanel dans Toulouse encore occupé. Albert Lautman commence les préparatifs et se destine au rôle de chef de camp. Dans l'attente de la mise en œuvre sur le terrain, il continue de travailler à Toulouse pour le réseau Françoise.

### Arrestation et exécution
« Il faut que nous allions jusqu'au bout. Il faut faire ce qu'il y a faire. »

— Albert Lautman répondant à l'instar de Jean Cavaillès à son ami Pierre Bertaux qui l'avertissait peu avant son arrestation.
Victime d'une souricière tendue par la Gestapo, peut-être dénoncé par le patron du restaurant « La Truffe » où il attend un rendez-vous, Albert Lautman est arrêté le 15 mai 1944 après avoir confié à Simone Calmels un colis pour son frère Jules, résistant interné à la prison Saint-Michel. Il y est lui-même incarcéré à son tour. Il y subit des interrogatoires violents et est confronté à un de ses passeurs du réseau François arrêté quelques jours avant lui, Jaume Soldevilla.
Le 2 juillet, Albert Lautman est enfermé avec sept cent deux résistants, dont soixante-deux femmes, dans les wagons bétaillers du convoi dit « train fantôme ». Le lendemain, le train, à destination de Dachau, se dirige vers Bordeaux, la ligne vers Lyon ayant été détruite. Pris pour un convoi militaire, il est bombardé par l'aviation britannique en gare de Parcoul-Médillac, près d'Angoulême. La locomotive détruite, il y reste stationné cinq jours. Le train revient à Bordeaux le 9 juillet. Les prisonniers restent plus de soixante heures en gare Saint-Jean, enfermés près du dépôt des locomotives dans les wagons bétaillers mais ravitaillés par le Secours national.
Dans la nuit du 12 au 13, ils sont, au bout d'une grande demi-heure de marche en rangs, entassés dans la synagogue de la ville transformée par les autorités allemandes en annexe insalubre de la prison du Hâ. La Fête nationale y est hardiment célébrée par une harangue du militant SFIO Noël Peyrevidal juché sur la tébah puis une Marseillaise suivie d'un chahut. Le 29 juillet, dix prisonniers, Pierre Fournera, Noël Peyrevidal, l'inspecteur Robert Borios, Litman Nadler, étudiant émigré de Roumanie, le réfugié espagnol José Figueras Almeda, André Guillaumot, Marcel Jean-Louis, Emilio Perin, Joseph Uchsera, Albert Lautman et Meyer Rosner, un agent de liaison de dix huit ans, en sont extraits et conduits au fort du Hâ. Ils y rejoignent un groupe de trente-six autres détenus, des maquisards qui ont été sélectionnés sur dossier par le Kommando IV de la Sicherheitspolizei de Bordeaux, KDS, que dirige le lieutenant S.S. Friedrich-Wilhem Dohse. Ils reçoivent chacun un carton « Zum Tode verurteilt ». Pour la justice militaire allemande, le lieutenant Albert Lautman n'est qu'un « terroriste » qui ne peut bénéficier des droits accordées par les lois de la guerre aux francs tireurs.
Le 29 juillet après-midi, les condamnés sont emmenés au camp de Souge, qui se trouve à vingt-cinq kilomètres à l'ouest du centre de Bordeaux, sur le territoire de la commune de Martignas-sur-Jalle, pour y être fusillés le soir même avec deux autres prisonniers. L'officier de garde français refuse de former le peloton d'exécution au motif que Dhose n'avait pas qualité pour le signer. Le 1er août, le chef du convoi, l'Oberleutnant de la Wehrmacht Baumgartner, ne réussit pas à rassembler les gendarmes mobiles et ce sont des sous-officiers de la Feldgendarmerie qu'il commande pour procéder à l'exécution des « terroristes ». Les condamnés, conduits à un des deux sites d'exécution, sont attachés chacun à son tour à un des dix poteaux. Les corps sont jetés dans des fosses déjà prêtes. Vingt-sept jours plus tard, Bordeaux est libérée. Curieusement la mention "fusillé par les allemands" ne figure pas sur son acte de décès. Ces faits seront pourtant confirmés par Raymond Heim, un déporté du train fantôme qui parvient à s'en évader. En 1949, une enquête sera menée par les autorités de l époque sur les circonstances de la mort de ces déportés toulousains du train fantôme. La même année, son corps inhumé à Toulouse sera transféré dans les Yvelines.
Jules Lautman, le frère d'Albert déporté au camp de Neuengamme, décédera d'une infection en 1946 à Copenhague après y avoir repris ses fonctions diplomatiques sans avoir attendu de se refaire une santé. Le fils aîné d'Albert Lautman, Jacques Lautman, né en 1934, sera professeur de sociologie à l'université de Provence, à Aix, puis, de 1993 à 1996, directeur adjoint de l’École normale ; il aura deux filles, Isabelle et Alice, et un fils, Jean-Sébastien. Le fils cadet d'Albert Lautman, Paul Olivier Lautman, né en 1939, sera avocat à Paris ; il aura trois enfants, Sophie, Sabine et Albert Lautman (directeur général de la Fédération nationale de la mutualité française).

## Célébration

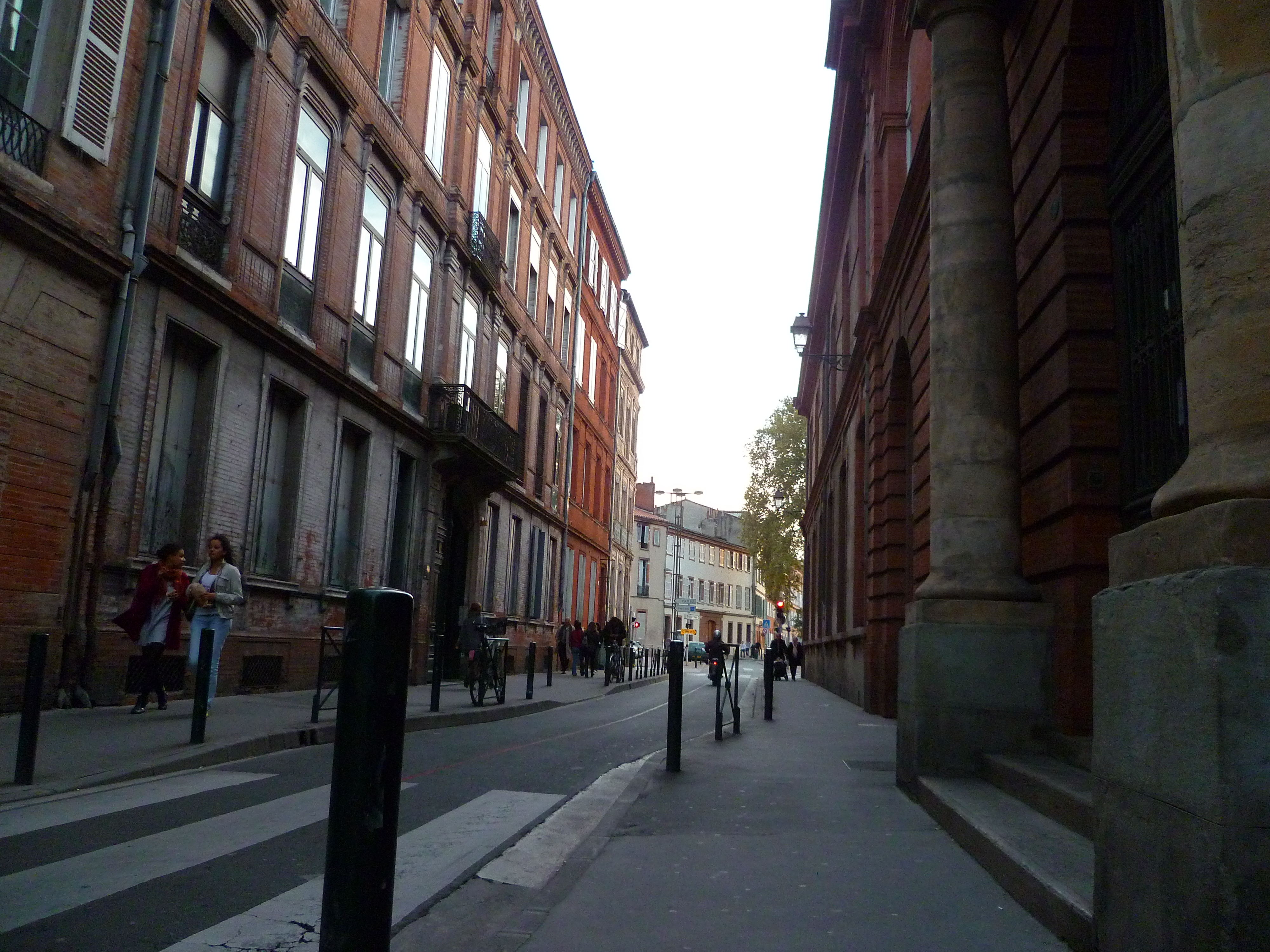
La rue Albert-Lautman, première rue de Toulouse débaptisée après la guerre pour recevoir un nom de résistant.

« Il me frappa par la dignité de son attitude et la profondeur sérieuse de ses réflexions. »

— Francesco Nitti, codétenu dans la synagogue de Bordeaux.

### Cérémonies commémoratives
Le vendredi 13 octobre 1944, un hommage est rendu par la ville de Toulouse aux cinq « résistants toulousains » fusillés à Souge, Albert Lautman, Robert Borios, Nadler Litman, André Guillaumot et Noël Peyrevidal. Avant d'être conduits jusqu'au cimetière de la ville, les cercueils des trois premiers sont exposés dès le matin place du Capitole. C'est Pierre Bertaux, commissaire de la République depuis le 20 août, qui prononce devant une foule considérable l'éloge funèbre de son camarade de l'E.N.S..
Le soir du 10 juillet 1946 réunit à l'E.N.S. les anciens élèves de la promotion 1926 autour d'un dîner. Albert Lautman et André Vattier ont été tués à l'ennemi, Jean-Paul Hütter est mort, capitaine de la Wehrmacht, sur le front de l'Est en Lituanie. À minuit, les survivants se réunissent dans la cour principale de l'établissement, devant le bassin aux Ernests, pour une minute de silence.

### Honneurs
- « Mort pour la France », mention attribuée sur avis daté du 8 mai 1945 du Secrétariat général aux Anciens combattants et victimes de guerre auprès du ministre Henri Frenay.
- Élévation posthume au grade de commandant.

### Décorations
- Citation à l'ordre de la division, mai 1940.
- Croix de guerre 1939-1945 avec palme et étoile d’argent, citation à l’ordre de l’armée à titre posthume sur proposition en date du 29 novembre 1945 du commandant régional des FFI de Toulouse Jean-Pierre Vernant.
- Chevalier de la Légion d'honneur à titre posthume par décret du 7 mai 1946 sur proposition du commandant régional des FFI de Toulouse.
- Médaille de la Résistance française avec rosette, à titre posthume.
- British Medal Order[Quoi ?], à titre posthume.
- Médaille de la Liberté, à titre posthume, diplôme signé par Eisenhower.

### Inscriptions sur des monuments
- Monument aux morts du quartier Croix-Daurade, à Toulouse.
- Mémorial des fusillés de Souge, à Martignas-sur-Jalle.
- Panthéon de Paris sur la liste des écrivains morts pour la France pendant la guerre de 1939-1945.
- Monument des élèves et professeurs aux morts du lycée Marceau de Chartres, orthographié « LAUTMANN Paul ».
- Monument aux morts de l'École normale supérieure, sur la plaque des morts de 1939-1945, où son nom est référencé sous la date 1926, c'est-à-dire celle de sa promotion et non de sa mort.

## Œuvre écrite

### Cinq essais
Mémoire de diplôme d'études supérieures présenté en Sorbonne sous la direction de Léon Brunschvicg.
- Essai sur les notions de structure et d'existence en mathématiques, Hermann, Paris, 1938, 159 p.
  - Les schémas de structure
  - Les schémas de genèse

Thèse de doctorat principale soutenue le 18 décembre 1937 en Sorbonne.
- Essai sur l'unité des sciences mathématiques dans leur développement actuel, coll. « Actualités scientifiques et industrielles », no 589, Hermann, Paris, 1938, 59 p.

Thèse de doctorat complémentaire soutenue le 18 décembre 1937 en Sorbonne.
- Nouvelles Recherches sur la structure dialectique des mathématiques, Hermann, coll. « Essais philosophiques », Paris, 1939, 31 p.
- Symétrie et dissymétrie en mathématiques et en physique. Le problème du temps, Hermann, coll. « Essais philosophiques », Paris, 1946, 51 p.

Deux essais réunis. Le problème du temps a été rédigé à Toulouse en 1943.

### Six articles
- « Considérations sur la logique mathématique », 1934, in infra Loi, 1977, p. 305-315.
- « Rapport sur les travaux philosophiques entrepris par M. Lautman », mars 1935, in infra J. P. Marquis, 2010, p. 9–15, DOI 10.7202/039709ar.
- « Mathématiques et réalité », in Actes du Congrès international de Philosophie scientifique, Paris Sorbonne, 1935., Hermann, Paris, 1936, rééd. in infra Loi, 1977 p. 281.

Communication au premier Congrès international de philosophie scientifique, Mouvement pour l'unité de la science & Société Ernst Mach, Paris, du 15 au 23 septembre 1935.
- « L'axiomatique et la méthode de division », in Recherches philosophiques, VI, 1936.
- « De la réalité inhérente aux théories mathématiques », in Travaux du IXe Congrès international de philosophie, t. VI, coll. Actualités scientifiques et industrielles, no 535, Hermann, Paris, 1937.

Communication au « Congrès Descartes », Paris, du 31 juillet au 6 août 1937.
- « La pensée mathématique », in Bulletin, Société française de philosophie, Paris, 1946.

Débat avec Jean Cavaillès lors de la séance de la SFP du 4 février 1939.

### Recueils posthumes
- Dir. M. Loi, intro. J. Dieudonné, préf. O. Costa de Beauregard, Essai sur l'unité des mathématiques et divers écrits., UGE, Paris, 1977.
- Albert Lautman, Les Mathématiques, les Idées et le Réel physique, Vrin, Paris, 2006. Édition établie par Jacques Lautman avec des présentations de Jacques Lautman et de Fernando Zalamea.

### Guide
- (en) Guide de David Corfield (en) vers les idées d'A. Lautman à travers les publications de mathématiciens et épistémologues contemporains qui s'y réfèrent implicitement ou explicitement.

### Documents
- Dossier Albert Lautman, in Archives de l'E.N.S., cote 61 AJ 253, Archives nationales, Pierrefitte-sur-Seine
- Dossier Albert Lautman, in Archives scolaires, lycée Condorcet, Paris
- « LAUTMAN Albert », in Jean-Pierre Stroweis, Liste alphabétique des noms des FFDJF, cité in Serge Klarsfeld, Le Mémorial de la déportation des Juifs de France, Beate & Serge Klarsfeld, Paris, 2012, avec une erreur de dates.